# ونیس، نبراسکا
ونیس (به انگلیسی: Venice) یک منطقهٔ مسکونی در ایالات متحده آمریکا است که در نبراسکا واقع شده‌است. ونیس ۷۵ نفر جمعیت دارد.